# Renova Group
Renova Group è un conglomerato russo con interessi nell'alluminio, petrolio, energia, telecomunicazioni e altri settori. Il principale proprietario e presidente è Viktor Vekselberg che ha fondato il gruppo nel 1990.

## Storia
Il Gruppo Renova è attivo principalmente in Russia, Stati della CSI, Svizzera, Sudafrica e Stati Uniti. I suoi principali asset includono la partecipazione nella compagnia petrolifera TNK-BP e nel produttore di alluminio RUSAL.
Renova mantiene legami molto stretti sia con l'Arabia Saudita che con il mondo arabo come membro del Consiglio economico russo-saudita e dei Consigli aziendali russo-sauditi e russo-arabi che fanno parte della Camera di commercio e industria (CCI). Vladimir Yevtushenkov, che ha fondato e controlla Sistema, è dal 2002 presidente del Consiglio d'affari russo-saudita e russo-arabo.
Nel 2010 Renova Group ha stipulato un accordo per fornire finanziamenti per Fort Ross. È la società madre della società di private equity Columbus Nova.